# Pieśń o zabiciu Andrzeja Tęczyńskiego

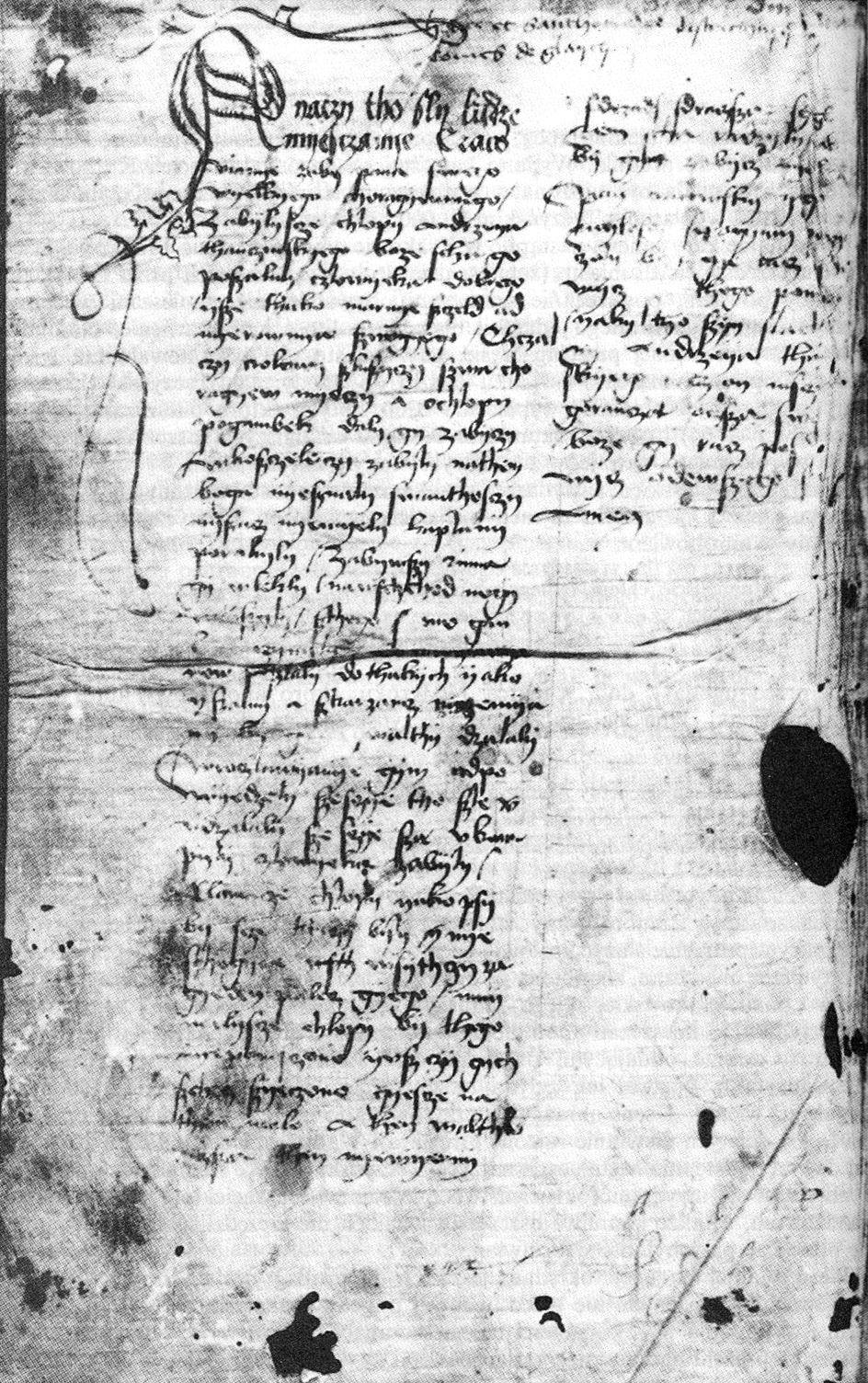
Rękopis utworu przechowywany w Bibliotece Narodowej, karta 97

Pieśń o zabiciu Andrzeja Tęczyńskiego (lub: Wiersz o zabiciu Andrzeja Tęczyńskiego, inc. A jacy to źli ludzie mieszczanie krakowianie...) – anonimowy średniowieczny okolicznościowy utwór wierszowany upamiętniający zabójstwo starosty rabsztyńskiego Andrzeja Tęczyńskiego, dokonane przez mieszczan krakowskich 16 lipca 1461 roku.
Utwór pochodzi z końca XV wieku i został zapisany jednym ciągiem w dwóch kolumnach na ostatniej karcie Kroniki polskiej Anonima zwanego Gallem, należącej niegdyś do Jana Długosza. W swojej wymowie staje po stronie rodziny zabitego szlachcica i nawołuje do zemsty na mieszczanach. Pod względem artystycznym nie stanowi większej wartości, jednak ma wyjątkowe znaczenie jako literackie świadectwo wydarzenia historycznego, a także jako zabytek polskiego piśmiennictwa. Przynależność gatunkowa Pieśni o zabiciu Andrzeja Tęczyńskiego jest przedmiotem sporu historyków literatury.
Pierwszej transkrypcji utworu dokonano w 1848 roku. Rękopis przechowywany jest obecnie w Bibliotece Narodowej w Warszawie.

## Tło historyczne utworu
16 lipca 1461 roku starosta rabsztyński, Andrzej Tęczyński, zgłosił się do krakowskiego płatnerza Klemensa po odbiór zbroi, której renowację mu zlecił. Nie był zadowolony z wykonanej przez rzemieślnika pracy, więc zdecydował się zapłacić mu dużo mniej niż umówione 2 złote (według jednych źródeł zapłacił 18 groszy, według innych – 10; 1 złoty równał się wówczas około 30 groszom). Płatnerz zaprotestował, za co został spoliczkowany przez Andrzeja w swoim domu. Starosta udał się następnie na ratusz i złożył skargę na rzemieślnika. Posłano po Klemensa, w tym czasie Tęczyński wyszedł z ratusza i na ulicy spotkał aresztowanego płatnerza. Według Długosza rzemieślnik miał wtedy krzyknąć do szlachcica: Panie, pobiłeś mnie i dałeś mi policzek sromotnie w mym własnym domu, ale nie będziesz już mnie więcej bił. Tęczyński, słysząc te słowa, zaatakował go ponownie. Obrażenia były na tyle dotkliwe, że mieszczanina odniesiono do domu. Świadkami tego zdarzenia byli rajcowie Mikołaj Kridlar i Walter Kesling. Wieść o zdarzeniu szybko rozprzestrzeniła się po Krakowie.
Rajcy miejscy, próbując zapobiec zamieszkom, zamknęli bramy miasta i udali się na skargę do królowej Elżbiety Rakuszanki. Ta nakazała spokój i zagroziła karą 80 000 grzywien temu, kto naruszyłby jej nakaz. Skargę rozstrzygnąć miał po powrocie król Kazimierz Jagiellończyk, który przebywał wtedy poza miastem ze względu na trwającą wojnę trzynastoletnią. Jednak w mieście panowały niepokoje społeczne, tłum wyległ na ulicę. Andrzej Tęczyński zabarykadował się we własnym domu na ulicy Brackiej. Doszedł jednak do wniosku, że nie jest to najlepsze schronienie, dlatego postanowił udać się, wraz z synem Spytkiem Melsztyńskim oraz kilkoma przyjaciółmi do kościoła franciszkanów. Tam został zabity, a jego zwłoki wywleczono na ulicę i zbezczeszczono – osmalono mu brodę i wąsy, zaciągnięto rynsztokiem na ratusz i pozostawiono tam na trzy dni.
Płatnerz Klemens zdołał uciec z Krakowa do Wrocławia (skąd został wyproszony przez radę miejską, ostatecznie osiadł w Żaganiu, gdzie zmarł). Podobnie uczynił rajca miejski Mikołaj Kridlar (schronił się na zamku w Melsztynie). Kazimierz Jagiellończyk dowiedział się o zamieszkach już 20 sierpnia, kiedy przebywał na Pomorzu. W obozie króla wybuchł bunt szlachty, która chciała natychmiast wracać do Krakowa, aby zemścić się na mieszczaństwie. Król uspokoił szlachtę, zapowiadając sprawiedliwy sąd po powrocie.
7 grudnia 1461 roku rozpoczęła się rozprawa (w obecności króla, wojewodów i kasztelanów), sędzią był Piotr z Weszmutowa. Oskarżono mieszczaństwo i pospólstwo Krakowa, a także rajców miejskich. W imieniu oskarżonych występował szlachcic Jan Oraczowski herbu Śreniawa. Oskarżycielami byli natomiast: brat Andrzeja Jan Tęczyński (domagał się zapłacenia przez miasto orzeczoną przez królową karę 80 000 grzywien), a także syn zabitego Jan Rabsztyński (żądał kary śmierci dla oskarżonych). Wyrokiem sądu skazano na śmierć dziewięciu przedstawicieli Krakowa, a miasto obciążono grzywną. Egzekucja odbyła się 15 stycznia 1462 roku, ostatecznie zgładzono tylko sześciu mieszczan (ludzi niewinnych, niezaangażowanych w sprawę Tęczyńskiego). Natomiast z zasądzonej grzywny wypłacono jedynie 6200 zł ze względu na kłopoty materialne miasta.
Dokładne informacje na temat wydarzeń poznano dzięki zachowanym aktom sądowym i relacji Jana Długosza.

## Utwór wobec wydarzeń historycznych

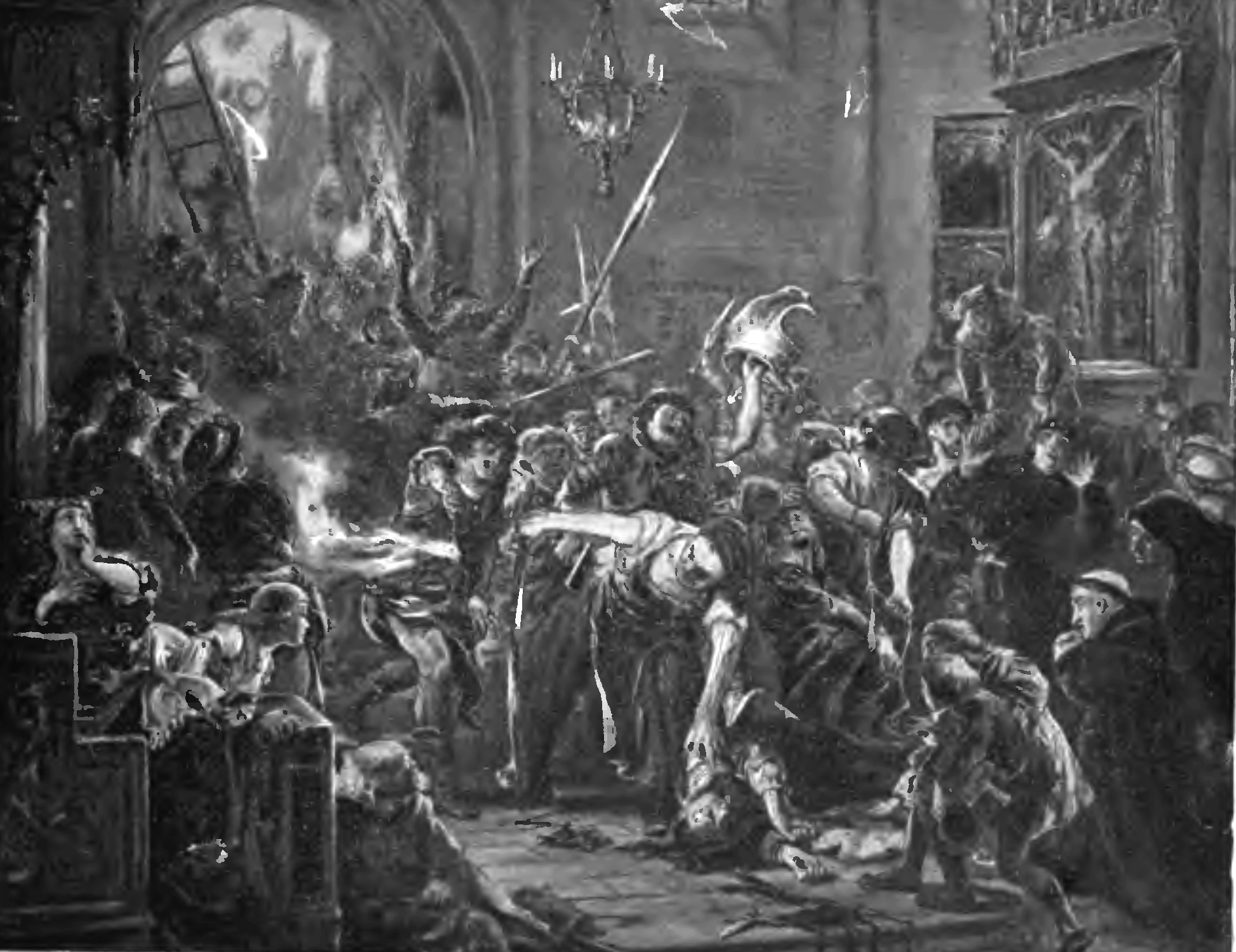
Obraz Jana Matejki Zabójstwo Tęczyńskiego

Utwór powstał pomiędzy 15 stycznia 1462 (po egzekucji rajców) a marcem 1463 roku i został napisany przez któregoś ze szlacheckich klientów rodu Tęczyńskich. Anonimowy autor stanął jednoznacznie po stronie starosty i już w pierwszym wersie (A jacy to źli ludzie mieszczanie krakowianie...) oskarżył mieszczan. Nazwał ich również psami i chłopami, co było w tamtym czasie określeniem obraźliwym. Zawarł liczne przejaskrawienia, a nawet informacje o faktach, które nie miały miejsca (np. że mieszczanie ranili księży, co nie jest prawdą). Zasugerował również, że rajcy miejscy od dawna knuli przeciwko Tęczyńskiemu, odniósł to szczególnie do rajców Greglara i Waltka, którzy zostali straceni zgodnie z wyrokiem sądu. Podkreślił naruszenie świętego azylu kościelnego i brutalność mordu. Tęczyńskiego z kolei przedstawił jako dzielnego i zasłużonego rycerza. Zawarł pierwiastki panegiryczne wobec krewnych zmarłego. Wiersz agitował więc przeciwko mieszczanom i nawoływał do osobistej zemsty.

## Przynależność gatunkowa
Utwór należy do kręgu średniowiecznej literatury okolicznościowej, jednak jego przynależność gatunkowa jest różnie interpretowana. Według Teresy Michałowskiej jest to pieśń zawierająca elementy nowiniarskie i agitacyjne. Jan Lankau uważał, że jest to tekst nowiniarski. Według Antoniny Jelicz jest to pamflet, a nawet ewidentny panegiryk. Tadeusz Witczak i Maciej Włodarski pisali o wierszu okolicznościowym o cechach pamfletu polityczno-społecznego, a Juliusz Nowak-Dłużewski zaliczył utwór do elegii. Andrzej Dąbrówka pisał z kolei o pieśni historycznej, podobnie uważał Stefan Vrtel-Wierczyński, który dodawał, że pieśń ta należy także do średniowiecznej polskiej poezji epicznej.
W licznych wydaniach utwór funkcjonował także pod odmiennymi tytułami: Pieśń o zamordowaniu Jędrzeja Tęczyńskiego, Pieśń o zabiciu Andrzeja Tęczyńskiego, Pieśń o zabiciu Tęczyńskiego, Pieśń o Tęczyńskim, Wiersz o zabiciu Andrzeja Tęczyńskiego, Wiersz o zamordowaniu Andrzeja Tęczyńskiego.

## Konstrukcja artystyczna
Tekst został zapisany na średniowiecznym manuskrypcie ciągiem w dwóch wąskich kolumnach; znany współcześnie podział tekstu na wersy i zwrotki jest skutkiem przyjętego przez wersologów zapisu. Według badaczy utwór składa się z dwudziestu sześciu wierszy o zróżnicowanej długości. 80% z nich to 13-, 14- i 15-zgłoskowce (były to formaty niezwykle rzadkie w polskiej poezji średniowiecznej), ale z obecnością również wersów znacznie dłuższych i krótszych (po jednym 8-, 18-, 10-, 12-, 15- i 16-sylabowcu). Rymy występujące w klauzulach oraz rozplanowanie motywów pozwoliło na wyodrębnienie pięciu strof o równej liczbie wierszy. Ponadto wewnątrz wersów występują rymy, które łączą średniówkę z klauzulą (np. w wersie dwunastym: Do wrocławianów posłali, do takich jako i sami, gdzie rymy są oparte na asonansie, lub w wersie szóstym: chciał ci krolowi służyci, swą chorągiew mieci, gdzie rym polega na zgodności końcowych sylab wyrazów).
Teresa Michałowska zaproponowała odmienny podział tekstu. Przyjęte przez nią kryterium polega na wyodrębnieniu poszczególnych członów syntaktycznych zdań w wersy. Zaowocowało to utworem siedmiozgłoskowym (z nielicznymi odstępstwami). Na przykład wersy 8 i 9:
W kościele-ć [j]i zabili, na tem Boga nie znali, (14)
Świątości ni zacz nie mieli, kapłany poranili. (15)
miałyby, według takiego podziału, układ następujący:
W kościele-ć [j]i zabili, (7)
na tem Boga nie znali, (7)
świątości ni zacz nie mieli, (8)
kapłany poranili. (7)
Badaczka zaznacza, że budowa siedmiozgłoskowa była bardzo popularna w okresie późnego średniowiecza w Polsce: tak skonstruowane są pieśni religijne (Nuż wy, bielscy panowie; Zastała się nam nowina; Maryja, panna czysta), Bożonarodzeniowe (Wesoły nam dzień nastał), Maryjne (Radości wam powiedam), czy inne związane z Kościołem katolickim (Vita Sancti Alexy rikmice), a także utwory świeckie (Słyszeliśmy nowinę/o węgierskim kroli, Cantilena inhonesta). Również dzisiaj siedmiozgłoskowiec jest podstawową miarą wierszową ludowych piosenek.
Utwór prawdopodobnie został zapisany z pamięci, a przeznaczony był albo do śpiewania, albo do solowej melorecytacji (o czym świadczy nieregularność sylabiczna i liczne rymy wewnętrzne).

## Warstwa językowa
Słownictwo utworu zawiera wiele wyrazów kolokwialnych i wulgaryzmów. Tekst składa się z trzynastu zdań, wśród których dziesięć jest złożonych podrzędnie, a trzy współrzędnie. Wśród nich jedno jest pytaniem (Mnimaliście, chłopi, by tego nie pomszczono?), a osiem ma charakter wykrzyknikowy. Występujący powszechnie w tekście wyraz „chłopi” nie został użyty przez autora celem zrównania stanu mieszczańskiego i chłopskiego, bowiem w staropolszczyźnie słowo „chłopi” oznaczało „ludzi” (według Słownika języka polskiego Samuela Lindego) lub przymiotnik „głupi” (według Słownika etymologicznego języka polskiego Franciszka Sławskiego). Stąd też np. wyrażenie „chłopi pogębek” z siódmego wersu należy odczytywać współcześnie jako „głupi policzek”. Z kolei w wersie 10 pojawia się informacja, że mieszczanie zabiwszy, rynną ji wlekli, na wschod nogi włożyli, /Z tego mu gańbę czynili. Walecki dowodzi, że w tym fragmencie zawarto przekaz o wyjątkowo haniebnym potraktowaniu zwłok zabitego: wleczeniu ich rynsztokiem, ułożeniu na schodach ratusza (aby zakpić ze złożonej przez niego skargi), a ponadto głową w dół.

## Losy rękopisu
Utwór został spisany pod koniec XV wieku na ostatniej wolnej karcie (97 verso) tzw. Kodeksu zamojskiego (zawierającego m.in. najstarszy znany przekaz Kroniki polskiej Anonima zwanego Gallem), pochodzącego z XIV wieku. Ten pergaminowny manuskrypt należał najpierw do Jana Długosza, później przechowywany był w Bibliotece Ordynacji Zamojskich, a obecnie znajduje się w Bibliotece Narodowej w Warszawie (sygnatura rps BOZ 28). Po raz pierwszy wiersz opublikował Kazimierz Władysław Wóycicki w 1848 roku w swoim zbiorze pt. Album Literacki (tom I, rozdział Pieśń polska z r. 1462 o zabiciu Andrzeja Tęczyńskiego). W 1886 roku omówienie krytyczne opublikował Władysław Nehring w rozdziale Ein Lied (?) auf die Ermordung des Fahnenträgres Andreas Tenczyński am 16. Juli 1461 in Krakau (tom Altpolnische Sprachdenkmäler; systematische Übersicht, Würdigung und Texte. Ein Beitrag zur slavischen Philologie, Berlin).